# Frullone-San Rocco
Frullone-San Rocco è una stazione della linea 1 della metropolitana di Napoli.

## Storia
La stazione, i cui lavori iniziarono nel 1986, è stata inaugurata il 19 luglio 1995 insieme alla tratta che da Colli Aminei giunge a Piscinola-Scampia, comportando un investimento complessivo di circa 6,6 milioni di euro.
Secondo il progetto originario, la stazione avrebbe dovuto denominarsi Miano-Agnano, in riferimento all'importante asse viario realizzato nella zona tra il 1820 e il 1830. Tale infrastruttura, considerata la prima tangenziale della città, collegava l’area di Miano con il lago di Agnano, e fu pertanto denominata via di Miano-Agnano, corrispondente all'attuale via Vincenzo Janfolla.
Il cambio del toponimo in Frullone-San Rocco avvenne nel 1988, sette anni prima dell'apertura al pubblico della stazione.

## Strutture e impianti
La struttura è posta tra le due zone di Frullone e San Rocco, appartenenti ai quartieri di Chiaiano e Piscinola. Situata su viadotto, occupa una superficie di 3 570 m², con un'area di intervento pari a 6 600 m². La stazione è situata a 8 metri sopra il livello del mare, presenta una pendenza del 2,5% e dispone di 4 impianti e 2 uscite.
Nel 2011 la stazione è stata ristrutturata in occasione dell'inaugurazione del parcheggio d'interscambio laterale, avente 600 posti.

## Servizi
La stazione dispone di:
- Biglietteria automatica

## Interscambi
- Fermata autobus